# Piancó
Piancó là một đô thị thuộc bang Paraíba, Brasil. Đô thị này có diện tích 564,73 km², dân số năm 2007 là 14068 người, mật độ 24,9 người/km².